# Grupo Desportivo Cruz Vermelha
GD Cruz Vermelha is een voetbalclub in Sao Tomé en Principe uit Almeirim, een voorstadje van Sao Tomé-stad in het district Água Grande. De club speelt in de eilandcompetitie van Sao Tomé, waarvan de kampioen deelneemt aan het voetbalkampioenschap van Sao Tomé en Principe, de eindronde om de landstitel. De naam betekent letterlijk "Sportgroep Rode Kruis" en de sportclub is dan ook gelinkt aan de Santomese tak van hulpverleningsorganisatie het Rode Kruis.
In 2003 won Cruz Vermelha poule A van het tweede niveau en promoveerde. De club werd samen met vier anderen kortstondig gedegradeerd omdat het weigerde de competitie af te maken, maar deze beslissing werd weer teruggedraaid. Na afloop van het seizoen 2009/10 degradeerde Cruz Vermelha toch en in 2014 degradeerde de club zelfs van het tweede naar het derde niveau van Sao Tomé.
 Nog nooit werd de club landskampioen, eilandkampioen of bekerwinnaar.
GD Cruz Vermelha heeft ook een vrouwenteam, dat uitkomt in het vrouwenvoetbalkampioenschap van Sao Tomé en Principe. In 2008 haalde het vrouwenelftal op uitdoelpunten de halve finale, maar bleef daarin steken.
Eerste niveau: FC Aliança Nacional · Bairros Unidos FC · UD Correia · Folha Fede · Juba Diogo Simão · FC Neves · Praia Cruz · UDRA · Vitória FC · Santana FC
Tweede niveau: Agrosport · Amador · Guadalupe · Inter Bom-Bom · Desportivo Marítimo · Kê Morabeza · Oque d'El Rei · Porto Alegre · Ribeira Peixe · Trindade FC
Derde niveau: Andorinha Sport Club · Boavista · Desportivo Conde · Cruz Vermelha · Diogo Vaz · Otótó · Santa Margarida · Sporting São Tomé · UDESCAI · Varzim FC
Voormalige clubs: 6 de Setembro · Bela Vista · Os Dinâmicos ·  Palmar